# Васютино (Сокольский район)
Васютино — деревня в Сокольском районе Вологодской области.
Входит в состав Пригородного сельского поселения, с точки зрения административно-территориального деления — в Пригородный сельсовет.
Расстояние по автодороге до районного центра Сокола — 15 км, до центра муниципального образования Литеги — 1 км. Ближайшие населённые пункты — Борисково, Ершово, Слобода, Литега, Кузнецово.
По переписи 2002 года население — 143 человека (73 мужчины, 70 женщин). Преобладающая национальность — русские (99 %).